# Jules Perrot
Jules Perrot (Lione, 18 agosto 1810 – Paramé, 29 agosto 1892) è stato un ballerino e coreografo francese.
Fu nominato Maître de Ballet del Balletto Imperiale a San Pietroburgo in Russia.
Creò alcuni dei più famosi balletti del XIX secolo tra i quali Pas de Quatre, La Esmeralda, Ondine e Giselle con Jean Coralli.
È lui l'insegnante di danza ritratto da Edgar Degas nei quadri delle lezioni di danza all'Opéra di Parigi.

## Biografia

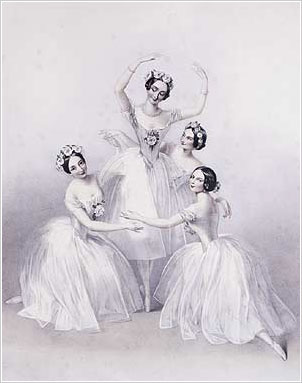
Pas de Quatre (1845)

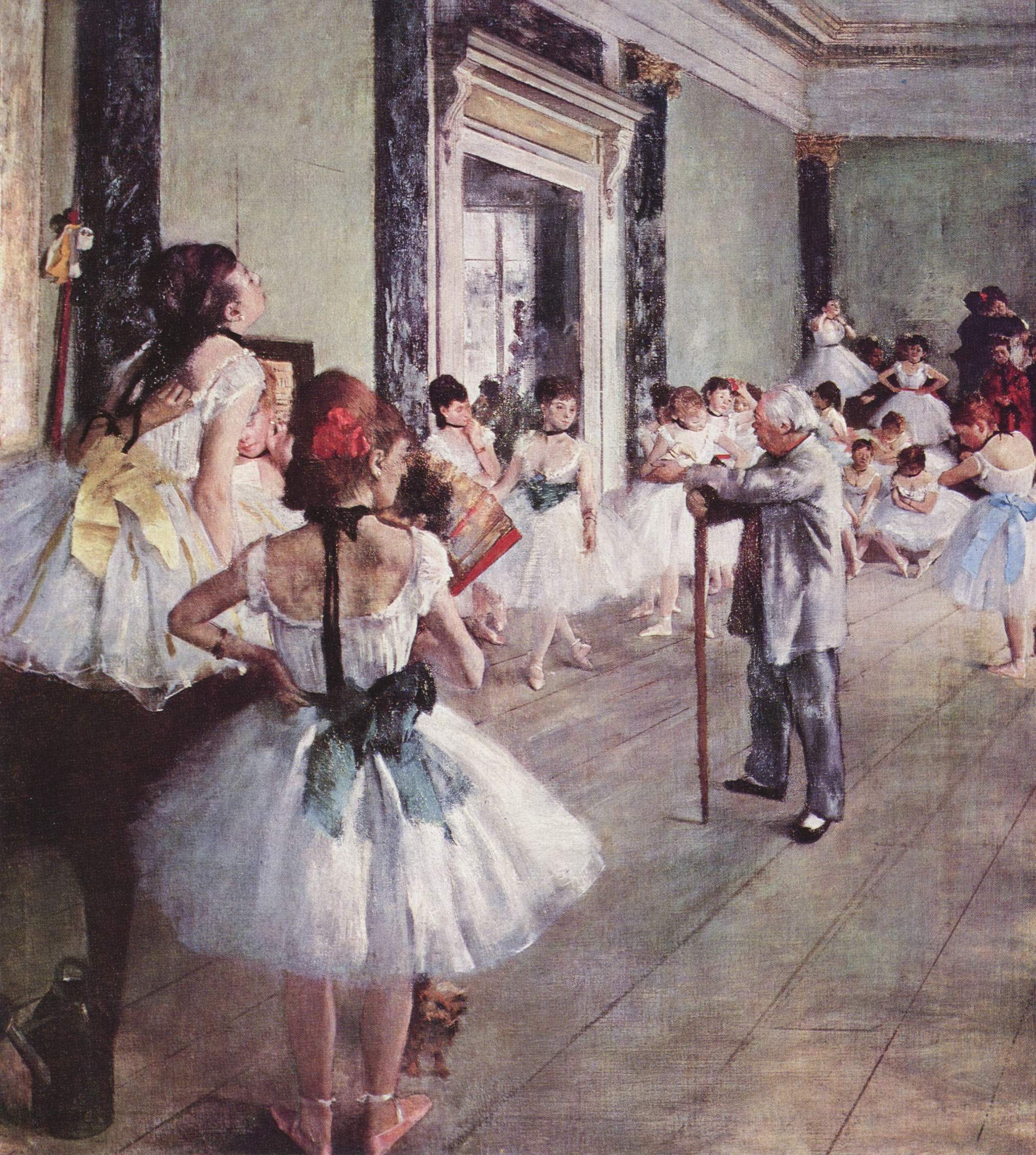
Jules Perrot ritratto nel quadro di Degas La lezione di danza (1875)

Perrot fu spinto dal padre, un macchinista teatrale, a studiare danza. Studiò con Salvatore Viganò e Auguste Vestris. Quest'ultimo, poiché Perrot non aveva un aspetto bellissimo, così gli diceva: «Continua a saltare da un punto all'altro ma non dare mai il tempo al pubblico di osservare la tua faccia.» Se il suo fisico non era proprio bellissimo dalla cinta in su, era però eccezionale nella proporzione delle gambe. In un periodo in cui la danza maschile iniziava a scomparire, l'unico ballerino che si distingueva era lui e nonostante il fisico piuttosto tozzo, fu considerato il più grande ballerino del suo tempo.
Perrot danzò spesso con la ballerina romantica Maria Taglioni ma la loro collaborazione era destinata ad avere vita breve. Lei alla fine si rifiutò di danzare con lui, temendo che la bravura del ballerino potesse offuscare la sua e per questo Perrot venne cacciato dall'Opéra di Parigi nel 1835.
Il ballerino iniziò per viaggiare come guest artist per i più famosi centri della danza del tempo quali Londra, Milano, Vienna e Napoli. A Napoli, nel 1834, incontrò Carlotta Grisi e ne notò il talento. Le fece da maestro, partner e diventò il suo amante. Quando la Grisi venne invitata a danzare per l'Opéra, ella pretese di avere al suo fianco anche Perrot. Fu in questo periodo che venne creato il balletto di Giselle. Perrot si occupò persino di ideare macchine sceniche oltre che diverse importanti coreografie, come ad esempio tutte quelle che coinvolgevano Carlotta Grisi. Ma per problemi di gelosia, Jean Coralli, l'allora coreografo dell'Opéra, fece in modo che il nome di Perrot non apparisse nel programma di sala.
Perrot era ormai lanciato nell'arte della coreografia. Nel 1842 coreografò Alma ou La Fille du Feu (Londra)  per Fanny Cerrito, che fu come uno dei suoi maggiori successi. Per i successivi sei anni coreografò regolarmente al His Majesty's Theatre a Londra: Ondine (1843) nel quale danzarono Arthur Saint-Léon e sua moglie Fanny Cerrito, La Esmeralda (1844) tratto dal romanzo Notre-Dame de Paris di Victor Hugo,  Le Judgement de Paris (1846) e il famoso Pas de Quatre (1845). Per questo balletto, non solo si accollò il difficilissimo compito di convincere le quattro maggiori ballerine del tempo, Maria Taglioni, Carlotta Grisi, Fanny Cerrito e Lucile Grahn, a danzare insieme sul palcoscenico ma creò anche un vero e proprio capolavoro coreografico. Il balletto avrebbe potuto e dovuto essere un Pas de Cinque ma la quinta ballerina (Fanny Elssler) in quel periodo era in tournée e non poté parteciparvi.
Quasi tutti i balletti di Perrot sono stati musicati da Cesare Pugni.
Nel 1851 Perrot venne assunto come maestro di balletto a San Pietroburgo, Russia, per il Balletto Imperiale. Sposò un'allieva della Scuola Imperiale di Balletto, Capitoline Samovskaya, dalla quale ebbe due figli. Incerto se restare in Russia o tornare a Parigi, sembra che la sua decisione sia legata a uno strano incidente accadutogli in casa: senza alcuna causa apparente, un enorme specchio cadde dal muro e si ruppe in mille piccoli pezzi. Questo fece decidere definitivamente Perrot per il ritorno in patria nel 1858. Più verosimilmente, Perrot, profondamente democratico nell'animo, non riuscì ad adattarsi alle molteplici restrizioni dettate dal governo zarista e questo lo fece decidere per il ritorno in Francia.
Morì mentre era in vacanza, a Paramé, nell'agosto del 1892 in completa povertà.